# Antoine Lorin
« Lorrin » redirige ici. Pour les articles homophones, voir Laurain, Lorrin et Lorrain.
Antoine Lorin ou Antoine Lorrin est un médecin et un homme politique français, né le 23 décembre 1779 à Thoissey (aujourd'hui dans l'Ain) et mort le 7 octobre 1847 à Juliénas (Rhône). 

## Biographie
Avocat général à la cour d'appel de Lyon sous le Premier Empire, il démissionne en 1814, s'opposant à la Restauration. Il est député de l'Ain de 1830 à 1831, siégeant dans la majorité soutenant la monarchie de Juillet.
Sa collection de peintures hollandaises du XVIIe siècle, constituée avec son épouse Françoise Frerejean, est à l'origine de la création du Musée de Brou.
Il existe une rue Antoine-Lorin à Bourg-en-Bresse.